# Sport-Verein Werder von 1899 2005-2006
Questa voce raccoglie le informazioni riguardanti lo Sport-Verein Werder von 1899 nelle competizioni ufficiali della stagione 2005-2006.

## Stagione
Nella stagione 2005-2006 il Werder Brema, allenato da Thomas Schaaf, concluse il campionato di Bundesliga al 2º posto. In Coppa di Germania il Werder Brema fu eliminato ai quarti di finale dal St. Pauli. In Coppa di Lega il Werder Brema fu eliminato in semifinale dallo Schalke 04. In Champions League il Werder Brema fu eliminato agli ottavi di finale dalla Juventus.

## Rosa
| N. |                      | Ruolo | Calciatore          |
| -- | -------------------- | ----- | ------------------- |
| 1  | Germania (bandiera)  | P     | Andreas Reinke      |
| 2  | Germania (bandiera)  | D     | Frank Fahrenhorst   |
| 3  | Finlandia (bandiera) | D     | Petri Pasanen       |
| 4  | Brasile (bandiera)   | D     | Naldo               |
| 6  | Germania (bandiera)  | D     | Frank Baumann       |
| 7  | Croazia (bandiera)   | C     | Jurica Vranješ      |
| 9  | Paraguay (bandiera)  | A     | Nelson Haedo Valdez |
| 10 | Francia (bandiera)   | C     | Johan Micoud        |
| 11 | Germania (bandiera)  | A     | Miroslav Klose      |
| 13 | Germania (bandiera)  | P     | Christian Vander    |
| 14 | Germania (bandiera)  | A     | Aaron Hunt          |
| 15 | Germania (bandiera)  | D     | Patrick Owomoyela   |
| 16 | Danimarca (bandiera) | C     | Leon Andreasen      |
| 17 | Croazia (bandiera)   | A     | Ivan Klasnić        |

| N. |                      | Ruolo | Calciatore        |
| -- | -------------------- | ----- | ----------------- |
| 18 | Germania (bandiera)  | P     | Tim Wiese         |
| 19 | Finlandia (bandiera) | C     | Pekka Lagerblom   |
| 20 | Danimarca (bandiera) | C     | Daniel Jensen     |
| 22 | Germania (bandiera)  | C     | Torsten Frings    |
| 23 | Belgio (bandiera)    | D     | Jelle Van Damme   |
| 24 | Germania (bandiera)  | C     | Tim Borowski      |
| 25 | Germania (bandiera)  | D     | Francis Banecki   |
| 26 | Germania (bandiera)  | D     | Florian Mohr      |
| 27 | Germania (bandiera)  | D     | Christian Schulz  |
| 29 | Germania (bandiera)  | C     | Jérôme Polenz     |
| 30 | Danimarca (bandiera) | P     | Kasper Jensen     |
| 33 | Germania (bandiera)  | P     | Christian Vander  |
| 35 | Germania (bandiera)  | A     | Marco Stier       |
| 36 | Germania (bandiera)  | D     | Benjamin Venekamp |

## Organigramma societario
Area tecnica
- Allenatore: Thomas Schaaf
- Allenatore in seconda: Matthias Hönerbach, Karl-Heinz Kamp, Wolfgang Rolff
- Preparatore dei portieri: Michael Kraft
- Preparatori atletici: Jens Beulke

## Calciomercato

### Sessione estiva
| Acquisti | Acquisti          | Acquisti          | Acquisti |
| R.       | Nome              | da                | Modalità |
| -------- | ----------------- | ----------------- | -------- |
| P        | Christian Vander  | Bochum            |          |
| D        | Naldo             | Juventude         |          |
| C        | Leon Andreasen    | Aarhus            |          |
| C        | Torsten Frings    | Bayern Monaco     |          |
| C        | Pekka Lagerblom   | Norimberga        |          |
| D        | Patrick Owomoyela | Arminia Bielefeld |          |
| D        | Jelle Van Damme   | Southampton       |          |
| C        | Jurica Vranješ    | Stoccarda         |          |
| P        | Tim Wiese         | Kaiserslautern    |          |

| Cessioni | Cessioni        | Cessioni        | Cessioni |
| R.       | Nome            | da              | Modalità |
| -------- | --------------- | --------------- | -------- |
| A        | Mohamed Zidan   | Magonza         |          |
| P        | Pascal Borel    | Rot Weiss Ahlen |          |
| C        | Fabian Ernst    | Schalke 04      |          |
| D        | Valérien Ismaël | Bayern Monaco   |          |
| D        | Ludovic Magnin  | Stoccarda       |          |
| C        | Paul Stalteri   | Tottenham       |          |
| P        | Alexander Walke | Friburgo        |          |

### Sessione invernale
| Acquisti | Acquisti | Acquisti | Acquisti |
| R.       | Nome     | da       | Modalità |
| -------- | -------- | -------- | -------- |

| Cessioni | Cessioni | Cessioni | Cessioni |
| R.       | Nome     | da       | Modalità |
| -------- | -------- | -------- | -------- |

## Risultati

### Bundesliga

#### Girone di andata
| Arbitro: | Sippel |

|                                            |           |                          |
| Klose 1’, 82’ Klasnić 18’, 84’ Baumann 36’ | Marcatori | 12’ Krupniković 31’ Zuma |

| Arbitro: | Kinhöfer |

|  |           |                       |
|  | Marcatori | 21’ Klasnić 62’ Klose |

| Arbitro: | Fandel |

|             |           |              |
| Klasnić 40’ | Marcatori | 50’ Tomasson |

| Arbitro: | Kircher |

|              |           |                                                  |
| Altıntop 84’ | Marcatori | 30’ Micoud 44’, 79’ Klose 45’ Frings 89’ Vranješ |

| Arbitro: | Wack |

|                                  |           |                  |
| Klose 37’ Klasnić 54’ Micoud 78’ | Marcatori | 8’, 69’ Smolarek |

| Arbitro: | Gräfe |

|                               |           |           |
| Broich 53’ Baumann 60’ (aut.) | Marcatori | 21’ Damme |

| Arbitro: | Merk |

|                       |           |            |
| Klose 46’ Klasnić 76’ | Marcatori | 54’ Rolfes |

| Arbitro: | Wagner |

|            |           |                         |
| Dárdai 48’ | Marcatori | 86’ Borowski 89’ Valdez |

| Arbitro: | Meyer |

|                                                  |           |                          |
| Klose 2’, 34’, 39’ Klasnić 66’, 83’ Borowski 79’ | Marcatori | 16’ Kießling 57’ Schroth |

| Hannover 22 ottobre 2005, ore 15:30 CEST 10ª giornata | Hannover 96 | 0 – 0 referto | Werder Brema | AWD-Arena (48 627 spett.)\| Arbitro: \| Wack \| |
| Arbitro:                                              | Wack        |               |              |                                                 |

| Arbitro: | Kircher |

|                                        |           |                |
| Frings 29’ Borowski 52’, 90’ Klose 61’ | Marcatori | 19’ Amanatidīs |

| Arbitro: | Fandel |

|                                          |           |          |
| Schweinsteiger 3’ Pizarro 34’ Makaay 44’ | Marcatori | 1’ Klose |

| Arbitro: | Fleischer |

|                                                       |           |               |
| Baumann 6’ Borowski 43’, 52’ Klose 60’, 85’ Naldo 72’ | Marcatori | 57’ Klimowicz |

| Arbitro: | Fandel |

|                 |           |            |
| Kurányi 2’, 64’ | Marcatori | 56’ Valdez |

| Arbitro: | Wagner |

|                         |           |  |
| Valdez 64’ Borowski 73’ | Marcatori |  |

| Arbitro: | Stark |

|             |           |                                     |
| Szabics 24’ | Marcatori | 34’ Naldo 50’, 90’ Klose 90’ Micoud |

| Arbitro: | Meyer |

|            |           |               |
| Micoud 45’ | Marcatori | 67’ Kučuković |

#### Girone di ritorno
| Arbitro: | Wack |

|  |           |                 |
|  | Marcatori | 71’ Fahrenhorst |

| Arbitro: | Gräfe |

|                                        |           |                      |
| Valdez 39’, 69’ Micoud 45’ Klasnić 45’ | Marcatori | 1’ Zidan 13’ Weiland |

| Stoccarda 8 febbraio 2006, ore 20:00 CET 20ª giornata | Stoccarda | 0 – 0 referto | Werder Brema | Gottlieb-Daimler-Stadion (30 000 spett.)\| Arbitro: \| Stark \| |
| Arbitro:                                              | Stark     |               |              |                                                                 |

| Arbitro: | Kinhöfer |

|  |           |                      |
|  | Marcatori | 71’ Sanogo 88’ Skela |

| Arbitro: | Merk |

|  |           |             |
|  | Marcatori | 37’ Klasnić |

| Arbitro: | Sippel |

|                       |           |  |
| Klose 16’ Klasnić 26’ | Marcatori |  |

| Arbitro: | Fandel |

|              |           |                  |
| Berbatov 41’ | Marcatori | 3’ (rig.) Frings |

| Arbitro: | Fleischer |

|  |           |                                     |
|  | Marcatori | 53’ Boateng 76’ Paraíba 83’ Baştürk |

| Arbitro: | Gräfe |

|                             |           |           |
| Vittek 21’, 69’ Schroth 36’ | Marcatori | 57’ Klose |

| Arbitro: | Kinhöfer |

|                                           |           |  |
| Valdez 43’, 52’, 81’ Micoud 45’ Klose 53’ | Marcatori |  |

| Arbitro: | Fandel |

|  |           |                  |
|  | Marcatori | 70’ (rig.) Klose |

| Arbitro: | Merk |

|                                                   |           |  |
| Schweinsteiger 33’ (aut.) Jensen 79’ Borowski 83’ | Marcatori |  |

| Arbitro: | Fleischer |

|             |           |           |
| Hristov 23’ | Marcatori | 6’ Valdez |

| Brema 23 aprile 2006, ore 17:30 CEST 31ª giornata | Werder Brema | 0 – 0 referto | Schalke 04 | Weserstadion (42 100 spett.)\| Arbitro: \| Kircher \| |
| Arbitro:                                          | Kircher      |               |            |                                                       |

| Arbitro: | Stark |

|                           |           |                                           |
| Ahn 41’ Ahanfouf 45’, 76’ | Marcatori | 4’, 16’ Micoud 31’, 75’ Klose 86’ Klasnić |

| Arbitro: | Gräfe |

|                                                   |           |  |
| Borowski 11’, 25’ Klose 19’, 75’ Klasnić 51’, 69’ | Marcatori |  |

| Arbitro: | Merk |

|              |           |                       |
| Barbarez 60’ | Marcatori | 27’ Klasnić 72’ Klose |

### Coppa di Germania
| Arbitro: | Sahler |

|            |           |                                        |
| Toborg 87’ | Marcatori | 59’ Klasnić 80’ (rig.) Jensen 82’ Hunt |

| Arbitro: | Kinhöfer |

|                                           |                      |                                                     |
| Klose 88’, 105’                           | Marcatori            | 64’, 120’ Marlet                                    |
| Klasnić Jensen Naldo Valdez Borowski Hunt | Tiri di rigore 5 – 4 | D'Alessandro Quiroga Menseguez Hofland Marlet Thiam |

| Arbitro: | Merk |

|                  |           |                                                          |
| Sousa 85’ (rig.) | Marcatori | 71’ Naldo 83’ (rig.) Frings 89’ (aut.) Balitsch 90’ Hunt |

| Arbitro: | Brych |

|                                         |           |            |
| Mazingu-Dinzey 10’ Boll 59’ Schultz 65’ | Marcatori | 27’ Micoud |

### Coppa di Lega
| Arbitro: | Gräfe |

|             |           |  |
| Klasnić 19’ | Marcatori |  |

| Arbitro: | Fleischer |

|                         |           |            |
| Bajramović 34’ Sand 71’ | Marcatori | 90’ Valdez |

### Champions League

#### Fase di qualificazione
| Arbitro: | Allaerts |

|                     |           |           |
| Degen 27’ Rossi 52’ | Marcatori | 73’ Klose |

| Arbitro: | Nielsen |

|                                      |           |  |
| Klasnić 64’, 72’ Borowski 68’ (rig.) | Marcatori |  |

#### Fase a gironi
| Arbitro: | Hauge |

|  |           |                                |
|  | Marcatori | 13’ Deco 77’ (rig.) Ronaldinho |

| Arbitro: | Poulat |

|                                |           |           |
| González 6’ (rig.) Mantzios 8’ | Marcatori | 41’ Klose |

| Arbitro: | Temmink |

|               |           |                   |
| Di Natale 86’ | Marcatori | 64’ (aut.) Felipe |

| Arbitro: | Baskakov |

|                                       |           |                                      |
| Klose 15’ Baumann 24’ Micoud 51’, 67’ | Marcatori | 54’, 57’ Di Natale 59’ (aut.) Schulz |

| Arbitro: | Larsen |

|                                      |           |                     |
| Gabri 14’ Ronaldinho 26’ Larsson 71’ | Marcatori | 22’ (rig.) Borowski |

| Arbitro: | Fröjdfeldt |

|                                                       |           |            |
| Micoud 2’ (rig.) Valdez 28’, 31’ Klose 51’ Frings 90’ | Marcatori | 53’ Morris |

#### Fase a eliminazione diretta
| Arbitro: | González |

|                                    |           |                          |
| Schulz 39’ Borowski 87’ Micoud 90’ | Marcatori | 74’ Nedvěd 82’ Trezeguet |

| Arbitro: | Poll |

|                           |           |            |
| Trezeguet 65’ Emerson 89’ | Marcatori | 13’ Micoud |

## Statistiche

### Statistiche di squadra
| Competizione      | Punti | In casa | In casa | In casa | In casa | In casa | In casa | In trasferta | In trasferta | In trasferta | In trasferta | In trasferta | In trasferta | Totale | Totale | Totale | Totale | Totale | Totale | DR  |
| Competizione      | Punti | G       | V       | N       | P       | Gf      | Gs      | G            | V            | N            | P            | Gf           | Gs           | G      | V      | N      | P      | Gf     | Gs     | DR  |
| ----------------- | ----- | ------- | ------- | ------- | ------- | ------- | ------- | ------------ | ------------ | ------------ | ------------ | ------------ | ------------ | ------ | ------ | ------ | ------ | ------ | ------ | --- |
| Bundesliga        | 70    | 17      | 12      | 3       | 2       | 50      | 18      | 17           | 9            | 4            | 4            | 29           | 19           | 34     | 21     | 7      | 6      | 79     | 37     | +42 |
| Coppa di Germania | -     | 1       | 0       | 1       | 0       | 2       | 2       | 3            | 2            | 0            | 1            | 8            | 5            | 4      | 2      | 1      | 1      | 10     | 7      | +3  |
| Coppa di Lega     | -     | 1       | 1       | 0       | 0       | 1       | 0       | 1            | 0            | 0            | 1            | 1            | 2            | 2      | 1      | 0      | 1      | 2      | 2      | 0   |
| Champions League  | -     | 5       | 4       | 0       | 1       | 15      | 8       | 5            | 0            | 1            | 4            | 5            | 10           | 10     | 4      | 1      | 5      | 20     | 18     | +2  |
| Totale            | 70    | 24      | 17      | 4       | 3       | 68      | 28      | 26           | 11           | 5            | 10           | 43           | 36           | 50     | 28     | 9      | 13     | 111    | 64     | +47 |

### Andamento in campionato
| Giornata  | 1 | 2 | 3 | 4 | 5 | 6 | 7 | 8 | 9 | 10 | 11 | 12 | 13 | 14 | 15 | 16 | 17 | 18 | 19 | 20 | 21 | 22 | 23 | 24 | 25 | 26 | 27 | 28 | 29 | 30 | 31 | 32 | 33 | 34 |
| --------- | - | - | - | - | - | - | - | - | - | -- | -- | -- | -- | -- | -- | -- | -- | -- | -- | -- | -- | -- | -- | -- | -- | -- | -- | -- | -- | -- | -- | -- | -- | -- |
| Luogo     | C | T | C | T | C | T | C | T | C | T  | C  | T  | C  | T  | C  | T  | C  | T  | C  | T  | C  | T  | C  | T  | C  | T  | C  | T  | C  | T  | C  | T  | C  | T  |
| Risultato | V | V | N | V | V | P | V | V | V | N  | V  | P  | V  | P  | V  | V  | N  | V  | V  | N  | P  | V  | V  | N  | P  | P  | V  | V  | V  | N  | N  | V  | V  | V  |
| Posizione | 1 | 2 | 2 | 2 | 2 | 3 | 3 | 3 | 1 | 2  | 2  | 2  | 2  | 3  | 3  | 3  | 3  | 2  | 2  | 2  | 3  | 3  | 2  | 2  | 4  | 4  | 3  | 3  | 3  | 3  | 3  | 3  | 3  | 2  |

Legenda:

Luogo: C = Casa; T = Trasferta. Risultato: V = Vittoria; N = Pareggio; P = Sconfitta.

### Statistiche dei giocatori
| Giocatore      | Bundesliga | Bundesliga | Bundesliga  | Bundesliga | Coppa di Germania | Coppa di Germania | Coppa di Germania | Coppa di Germania | Coppa di Lega | Coppa di Lega | Coppa di Lega | Coppa di Lega | Champions League | Champions League | Champions League | Champions League | Totale   | Totale | Totale      | Totale     |
| Giocatore      | Presenze   | Reti       | Ammonizioni | Espulsioni | Presenze          | Reti              | Ammonizioni       | Espulsioni        | Presenze      | Reti          | Ammonizioni   | Espulsioni    | Presenze         | Reti             | Ammonizioni      | Espulsioni       | Presenze | Reti   | Ammonizioni | Espulsioni |
| -------------- | ---------- | ---------- | ----------- | ---------- | ----------------- | ----------------- | ----------------- | ----------------- | ------------- | ------------- | ------------- | ------------- | ---------------- | ---------------- | ---------------- | ---------------- | -------- | ------ | ----------- | ---------- |
| L. Andreasen   | 18         | 0          | 4           | 0          | 3                 | 0                 | 1                 | 0                 | 1             | 0             | 0             | 0             | 4                | 0                | 1                | 0                | 26       | 0      | 6           | 0          |
| F. Banecki     | 0          | 0          | 0           | 0          | 0                 | 0                 | 0                 | 0                 | 0             | 0             | 0             | 0             | 0                | 0                | 0                | 0                | 0        | 0      | 0           | 0          |
| F. Baumann     | 19         | 2          | 5           | 0          | 4                 | 0                 | 1                 | 0                 | 2             | 0             | 1             | 0             | 9                | 1                | 1                | 0                | 34       | 3      | 8           | 0          |
| T. Borowski    | 31         | 10         | 10          | 0          | 3                 | 0                 | 2                 | 0                 | 2             | 0             | 0             | 0             | 9                | 3                | 0                | 0                | 45       | 13     | 12          | 0          |
| J. Damme       | 8          | 1          | 1           | 0          | 1                 | 0                 | 0                 | 0                 | 0             | 0             | 0             | 0             | 1                | 0                | 1                | 0                | 10       | 1      | 2           | 0          |
| Ü. Davala      | 1          | 0          | 0           | 0          | 0                 | 0                 | 0                 | 0                 | 2             | 0             | 2             | 0             | 0                | 0                | 0                | 0                | 3        | 0      | 2           | 0          |
| F. Fahrenhorst | 23         | 1          | 4           | 1          | 2                 | 0                 | 0                 | 0                 | 1             | 0             | 0             | 0             | 5                | 0                | 1                | 0                | 31       | 1      | 5           | 1          |
| T. Frings      | 28         | 3          | 6           | 1          | 4                 | 1                 | 1                 | 0                 | 2             | 0             | 0             | 0             | 10               | 1                | 2                | 0                | 44       | 5      | 9           | 1          |
| A. Hunt        | 7          | 0          | 0           | 0          | 3                 | 2                 | 0                 | 0                 | 1             | 0             | 0             | 0             | 6                | 0                | 1                | 0                | 17       | 2      | 1           | 0          |
| D. Jensen      | 27         | 1          | 1           | 0          | 3                 | 1                 | 0                 | 0                 | 0             | 0             | 0             | 0             | 3                | 0                | 0                | 0                | 33       | 2      | 1           | 0          |
| K. Jensen      | 0          | 0          | 0           | 0          | 0                 | 0                 | 0                 | 0                 | 0             | 0             | 0             | 0             | 0                | 0                | 0                | 0                | 0        | 0      | 0           | 0          |
| I. Klasnić     | 30         | 15         | 1           | 0          | 4                 | 1                 | 1                 | 0                 | 2             | 1             | 0             | 0             | 6                | 2                | 0                | 1                | 42       | 19     | 2           | 1          |
| M. Klose       | 26         | 25         | 4           | 0          | 3                 | 2                 | 1                 | 0                 | 2             | 0             | 0             | 0             | 9                | 4                | 0                | 1                | 40       | 31     | 5           | 1          |
| P. Lagerblom   | 3          | 0          | 0           | 0          | 2                 | 0                 | 0                 | 0                 | 0             | 0             | 0             | 0             | 0                | 0                | 0                | 0                | 5        | 0      | 0           | 0          |
| J. Micoud      | 30         | 8          | 4           | 0          | 2                 | 1                 | 0                 | 0                 | 2             | 0             | 1             | 0             | 10               | 5                | 2                | 0                | 44       | 14     | 7           | 0          |
| F. Mohr        | 0          | 0          | 0           | 0          | 0                 | 0                 | 0                 | 0                 | 0             | 0             | 0             | 0             | 0                | 0                | 0                | 0                | 0        | 0      | 0           | 0          |
| R. Naldo       | 32         | 2          | 3           | 0          | 4                 | 1                 | 1                 | 0                 | 0             | 0             | 0             | 0             | 9                | 0                | 0                | 0                | 45       | 3      | 4           | 0          |
| P. Owomoyela   | 32         | 0          | 5           | 0          | 4                 | 0                 | 0                 | 0                 | 0             | 0             | 0             | 0             | 10               | 0                | 0                | 0                | 46       | 0      | 5           | 0          |
| P. Pasanen     | 17         | 0          | 3           | 0          | 2                 | 0                 | 1                 | 0                 | 2             | 0             | 0             | 0             | 5                | 0                | 0                | 0                | 26       | 0      | 4           | 0          |
| J. Polenz      | 3          | 0          | 0           | 0          | 0                 | 0                 | 0                 | 0                 | 0             | 0             | 0             | 0             | 0                | 0                | 0                | 0                | 3        | 0      | 0           | 0          |
| A. Reinke      | 20         | 0          | 0           | 0          | 4                 | 0                 | 0                 | 0                 | 1             | 0             | 0             | 0             | 8                | 0                | 0                | 0                | 33       | 0      | 0           | 0          |
| C. Schulz      | 30         | 0          | 9           | 0          | 2                 | 0                 | 0                 | 0                 | 2             | 0             | 0             | 0             | 10               | 1                | 1                | 0                | 44       | 1      | 10          | 0          |
| M. Stier       | 0          | 0          | 0           | 0          | 0                 | 0                 | 0                 | 0                 | 0             | 0             | 0             | 0             | 0                | 0                | 0                | 0                | 0        | 0      | 0           | 0          |
| N. Valdez      | 30         | 9          | 3           | 0          | 3                 | 0                 | 2                 | 0                 | 2             | 1             | 0             | 0             | 9                | 2                | 1                | 0                | 44       | 12     | 6           | 0          |
| C. Vander      | 1          | 0          | 0           | 0          | 0                 | 0                 | 0                 | 0                 | 0             | 0             | 0             | 0             | 0                | 0                | 0                | 0                | 1        | 0      | 0           | 0          |
| B. Venekamp    | 0          | 0          | 0           | 0          | 0                 | 0                 | 0                 | 0                 | 0             | 0             | 0             | 0             | 0                | 0                | 0                | 0                | 0        | 0      | 0           | 0          |
| J. Vranješ     | 29         | 1          | 4           | 0          | 1                 | 0                 | 0                 | 0                 | 2             | 0             | 0             | 0             | 4                | 0                | 1                | 0                | 36       | 1      | 5           | 0          |
| T. Wiese       | 15         | 0          | 0           | 0          | 0                 | 0                 | 0                 | 0                 | 1             | 0             | 0             | 0             | 2                | 0                | 0                | 0                | 18       | 0      | 0           | 0          |
| M. Zidan       | 0          | 0          | 0           | 0          | 0                 | 0                 | 0                 | 0                 | 0             | 0             | 0             | 0             | 0                | 0                | 0                | 0                | 0        | 0      | 0           | 0          |